# Touchay
Touchay település Franciaországban, Cher megyében. Lakosainak száma 224 fő (2022. január 1.). Touchay Ids-Saint-Roch, Ineuil, Lignières, Maisonnais, Rezay és Saint-Hilaire-en-Lignières községekkel határos.

## Népesség
A település népessége az elmúlt években az alábbi módon változott:
| Lakosok száma | 342  | 298  | 286  | 279  | 268  | 260  | 262  | 239  | 232  | 224  |
|               | 1968 | 1982 | 1990 | 2006 | 2013 | 2015 | 2017 | 2019 | 2020 | 2022 |